# Prats (Andora)
Prats – wieś w Andorze, w parafii Canillo. Wieś w 2012 roku liczyła 60 mieszkańców.